# Мерей (Карасайський район)
Мере́й (каз. Мерей) — село у складі Карасайського району Алматинської області Казахстану. Входить до складу Умтильського сільського округу.
До 2007 року село називалось 50 літ Казахської РСР або Селекціонний.
Населення — 1418 осіб (2021; 1540 у 2009, 1573 у 1999, 1890 у 1989).